# Didn’t I (песня OneRepublic)
«Didn’t I» — песня американской рок-группы OneRepublic, выпущенная в качестве третьего сингла с их пятого студийного альбома Human на лейбле Interscope Records 13 марта 2020 года. Она была написана в соавторстве фронтменом Райаном Теддером с басистом Брентом Катцлом, Заком Скелтоном, Джеймсом Абрахартом и Кирре «Kygo» Горвелл-Даллем.

## Фон и композиция
Разговор о песне на New Music Daily с Зейном Лоу в Apple Music? Вот о чем на самом деле песня".
Что касается нотной записи, «Didn’t I» написана в тональности ми мажор и имеет темп 124 удара в минуту. Управляемая фортепиано и скрипкой, песня следует последовательности аккордов C♯m — E — B — A в своих куплетах, пре-припеве и припеве, а также последовательности аккордов F♯m — A — C♯m — B на своём мосту.

## Клип
Музыкальное видео, сопровождающее выпуск «Didn’t I», было впервые опубликовано на YouTube 13 марта 2020 г.

## Участники записи
Кредиты адаптированы из Tidal.
- Брент Катцл — продюсер, композитор, автор текстов
- Джон Натаниэль — продюсер, сопродюсер, микшер, студийный персонал
- Райан Теддер — продюсер, композитор, автор текстов
- Джеймс Абрахарт — композитор, автор текстов
- Кирре Горвелл-Далл — композитор, автор текстов
- Зак Скелтон — композитор, автор текстов